# منطقه حفاظت‌شده منیلوس
منطقه حفاظت‌شده منیلوس (به اسپانیایی: Reserva natural integral de Muniellos) یک منطقهٔ مسکونی و جنگل در اسپانیا است که در کانگاس دل نارکئا واقع شده‌است.